# تشارلز بوهلين
تشارلز أوستيس «تشيب» بوهلين (30 أغسطس 1904 - 1 يناير 1974) كان دبلوماسيًا أمريكيًا من 1929 إلى 1969 وخبيرًا في الاتحاد السوفيتي. خدم في موسكو قبل وأثناء وبعد الحرب العالمية الثانية، خلفًا لجورج ف. كنان كسفير للولايات المتحدة في الاتحاد السوفيتي (1953-1957). ثم أصبح سفيرا في الفلبين (1957-1959) وفي فرنسا (1962-1968). لقد كان مثالاً على مستشاري السياسة الخارجية غير الحزبيين الذين أصبحوا معروفين بالعامية باسم «الحكماء».

## عائلته
ولد بولين في كلايتون، نيويورك، في 30 أغسطس 1904، لسيلستين يوستيس بوهلين، ابنة جيمس بي. يوستيس، عضو مجلس الشيوخ عن ولاية لويزيانا وسفير لدى فرنسا في عهد جروفر كليفلاند وتشارلز بوهلين، «رجل الترفيه». الثاني من ثلاثة أطفال من بوهلان، اكتسب اهتمامًا بالدول الأجنبية من خلال السفر إلى أوروبا كصبي. تخرج بوهلين من كلية هارفارد في عام 1927.
كان عم بولن الأكبر هو الجنرال الأمريكي في الحرب الأهلية هنري بولن، أول جنرال من أصل أجنبي (ألماني) في الحرب الأهلية وجد جده غوستاف كروب فون بولن أوند هالباخ، الذي استخدم اسم كروب بعد الزواج من بيرثا كروب، وريثة عائلة كروب لصانعي الأسلحة الألمانية.
وهكذا كان يرتبط بفريد كروب فون بوهلين أوند هالباخ، صانع الأسلحة الرئيسي في ألمانيا خلال الحرب العالمية الثانية. تم توجيه الاتهام إلى جوستاف كروب فون بوهلين أوند هالباخ بتهمة ارتكاب جرائم حرب في محكمة نورمبرغ، لكن المرض منع ملاحقته القضائية حتى وفاته في عام 1950. وأدين الفريد كروب فون بوهلين أوندلباخ بارتكاب جرائم حرب، لكن جون جون أصدر عفواً عنه. ماكلوي.
في عام 1935، تزوج بوهن من أفيس هوارد ثاير، المولود في 18 سبتمبر 1912 في فيلادلفيا، ابنة جورج ثاير وجيرترود ويلر. تم إنشاء جائزة أفيس بوهلين وتم تسميتها لها في عام 1982. وتديرها جمعية الخدمة الخارجية الأمريكية وتكرم كل عام معالي وزارة الخارجية الأمريكية الذي قام بالكثير من أجل النهوض بالمصالح الأمريكية.
عمل شقيقها، تشارلز ويلر ثاير، وهو دبلوماسي أيضًا، عن كثب مع صهره، تشارلز، كنائب قنصل أمريكي في موسكو.
كان لتشارلز وأفيس بوهلين ابنتان، أفيس وسيلستين، وابن تشارلز جونيور.[4] وأصبحت أفيس الأصغر سناً دبلوماسية مميزة في حد ذاتها، حيث عملت نائبة لرئيس البعثة في باريس، وسفيرة للولايات المتحدة في بلغاريا، ومساعدة وزير الخارجية الأمريكي لمراقبة الأسلحة. الابنة الأخرى، سيليستين، أصبحت صحافية وكانت مراسلة مقرها في نيويورك لصحيفة نيويورك تايمز.

## عمله الدبلوماسي
التحق بولين بوزارة الخارجية الأمريكية في عام 1929، وتعلم اللغة الروسية، وأصبح متخصصًا في الاتحاد السوفيتي، وكان يعمل أولاً في ريغا، لاتفيا. في عام 1934، في 30، التحق بموظفي السفارة في موسكو.
في صباح يوم 24 أغسطس 1939، زار هانز فون هيروارث وحصل على المحتوى الكامل للبروتوكول السري لميثاق مولوتوف-ريبنتروب، الذي تم توقيعه في اليوم السابق فقط. احتوى البروتوكول السري على تفاهم بين أدولف هتلر وجوزيف ستالين لتقسيم أوروبا الوسطى ودول البلطيق وفنلندا بين دولتيهما. تم إبلاغ الرئيس الأمريكي فرانكلين روزفلت على وجه السرعة، لكن الولايات المتحدة لم تشارك هذه المعلومات مع أي من الحكومات المعنية.
بعد أسبوع، تم تنفيذ الخطة بواسطة الغزوات الألمانية والسوفيتية لبولندا، وبدأت الحرب العالمية الثانية.
في عامي 1940 و 1941، عمل في السفارة الأمريكية في طوكيو وتم احتجازه لمدة ستة أشهر قبل إطلاق سراحه من قبل اليابانيين في منتصف عام 1942.
في عام 1943، أصبح رئيسًا لقسم أوروبا الشرقية، «أول ستة من المتخصصين الذين بدأوا برنامج اللغة الروسية في أواخر العشرينات من القرن العشرين ليصبح رئيس قسم في وزارة الخارجية». ثم عمل في القضايا السوفيتية في وزارة الخارجية خلال الحرب، برفقة هاري هوبكينز في مهام إلى جوزيف ستالين في موسكو. كان يعمل عن كثب مع روزفلت وكان مترجماً لروزفلت في مؤتمر طهران (1943) ومؤتمر يالطا (1945).
تم انتقاد بوهلين، من بعض صقور الحرب في الكونغرس الأمريكي، وأعطى هو اهتمامًا وثيقًا بالرأي العام لأنه اعتبر أن النفوذ المحلي في الديمقراطية أمر لا مفر منه. عندما أصبح جورج مارشال وزيراً للخارجية في عام 1947، أصبح بولين مستشارًا رئيسيًا للرئيس الأمريكي هاري ترومان.
في عام 1946، اختلف مع صديقه ومعلمه، السفير جورج ف. كينان، حول كيفية التعامل مع السوفيت. اقترح كينان إستراتيجية لاحتواء التوسع السوفيتي، ولكن كان بوهلن أكثر حذراً وأوصى بالتسوية من خلال السماح لستالين بأن يكون له مجال نفوذ في أوروبا الشرقية دون أي إزعاج من الولايات المتحدة.
كان بوهلين وزيراً للولايات المتحدة في فرنسا من 1949 إلى 1951.
كينان، الذي أعلن أنه شخص غير مرغوب فيه بسبب بعض الانتقادات للاتحاد السوفيتي في برلين في سبتمبر 1952، لن يُسمح له بالعودة إلى البلاد. ثم مُنحت مهمة الإشراف على السفارة إلى القائم بالأعمال جاكوب بيم.
في 20 يناير 1953، أصبح دوايت أيزنهاور رئيسًا للولايات المتحدة. عندما توفي ستالين في مارس 1953، كان منصب السفير لا يزال شاغراً، وكانت السفارة لا تزال تحت قيادة بيم.
في شهر أبريل من عام 1953، قام أيزنهاور بتعيين بولن سفيراً للاتحاد السوفيتي. تم تأكيده 74-13 على الرغم من الانتقادات من السناتور جوزيف مكارثي، الذي انتقد أيضًا صهر بوهلن، وهو أيضًا شريك في السفارة الأمريكية في موسكو، تشارلز دبليو ثاير.
ثبت أن بوهلين غير قادر على الحفاظ على علاقات جيدة مع القادة السوفيت أو مع وزير الخارجية جون فوستر دالاس.[بحاجة لمصدر]. تم تخفيض رتبته في 18 أبريل 1957 من قبل أيزنهاور بعد أن أجبر دوليس استقالته.
عمل بولين في وقت لاحق سفيراً لدى الفلبين (1957-1959). كان أيضًا سفيرًا إلى فرنسا (1962-1968) برئاسة جون إف كينيدي وليندون جونسون. تقاعد في شهر يناير من عام 1969.
وفقًا لمستشار كينيدي تيودور سورنسن، شارك بوهلن في مناقشات مبكرة حول أزمة الصواريخ الكوبية، في أكتوبر 1962. خلال اجتماع اللجنة التنفيذية لمجلس الأمن القومي في 18 أكتوبر 1962، قرأ دين روسك خطابًا كتبه في الليلة السابقة أثناء المداولات. في ذلك، دعا إلى التعامل مع خروتشوف من خلال عمل دبلوماسي حازم، متبوعًا بإعلان الحرب إذا كان رده غير مرضٍ. وللمفاجأة للجميع، أبقى على تحفظات على متن سفينة للمحيطات ستأخذه إلى منصبه في باريس كسفير بدلاً من الانتظار إلى أن يتم حل الأزمة. لقد كان غائباً عن معظم ما كان يمكن القول إنه المواجهة الأكثر أهمية بين القوتين العظميين خلال فترة الحرب الباردة. كان مستشارًا في عامي 1968 و 1969 للانتقال في وزارة الخارجية من وزير الخارجية دين روسك إلى وزير الخارجية الأول ريتشارد نيكسون، ويليام روجرز.

## موته
توفي بوهلين بسرطان البنكرياس في منزله بواشنطن العاصمة في الأول من يناير عام 1974، عن عمر يناهز 69 عامًا. وتلت مراسم دفن الموتى في كاتدرائية واشنطن الوطنية في الرابع من يناير عام 1974، دفن في مقبرة لوريل هيل التاريخية في فيلادلفيا.

## الإرث
في مايو 2006، ظهر بوهلن على طابع بريدي أمريكي، وهو واحد من ستة دبلوماسيين بارزين تم تكريمهم بعد ذلك.

## روابط خارجية
- تشارلز بوهلين على موقع مونزينجر (الألمانية)
- تشارلز بوهلين على موقع إن إن دي بي (الإنجليزية)